# Segrest dels uruguaians

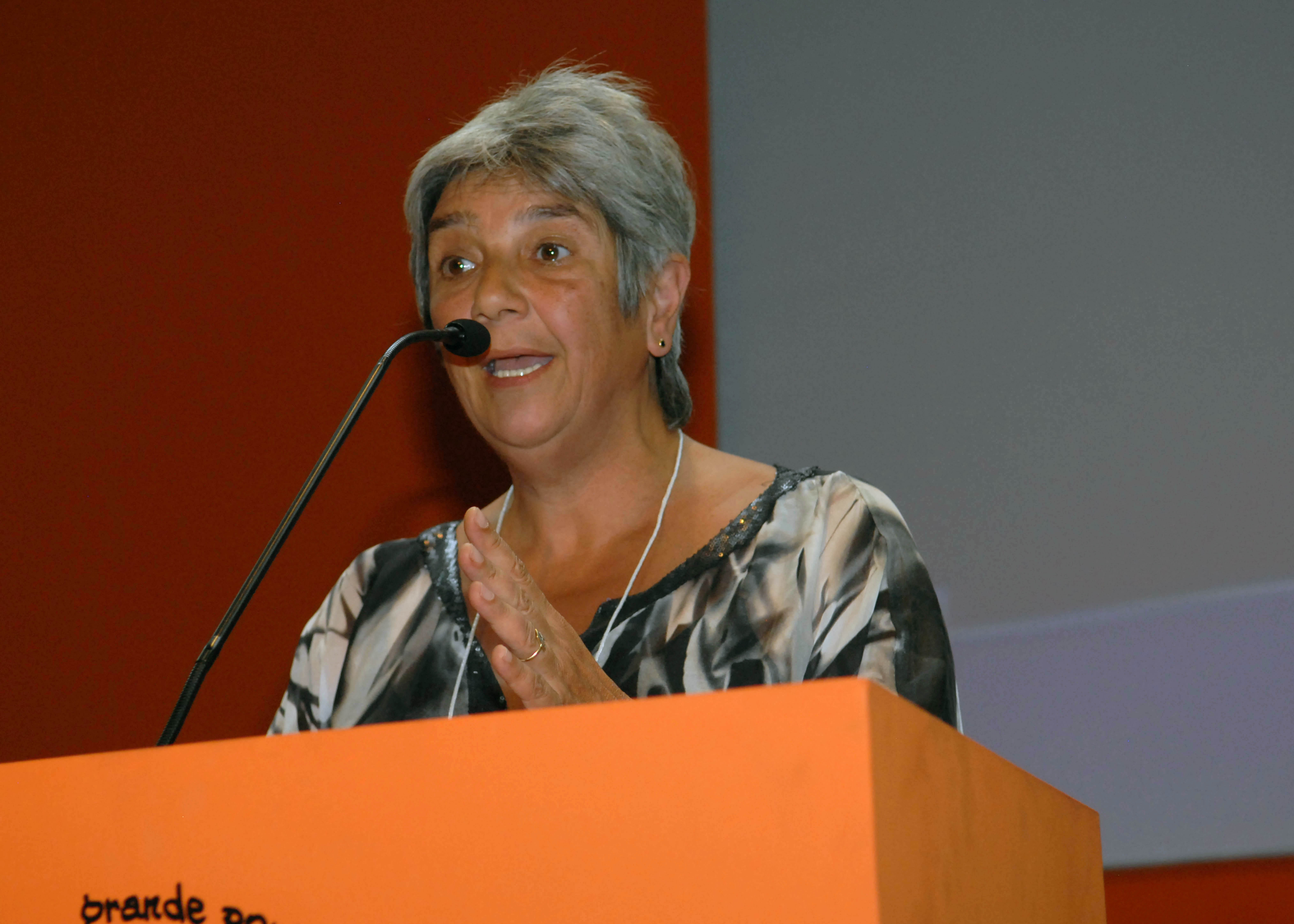
Lilián Celiberti al Fòrum Social Mundial de Porto Alegre, 2010.

El segrest dels uruguaians o cas del segrest de Porto Alegre (en castellà, Secuestro de los uruguayos) és el nom que va rebre l'episodi en el qual les Forces Armades de l'Uruguai, amb el suport dels militars brasilers a Porto Alegre, van segrestar de forma clandestina a dos activistes uruguaians, Lilián Celiberti i Universindo Díaz, i dos nens en territori brasiler el 17 de novembre de 1978. L'operació és un exemple de cooperació entre els serveis secrets de les dictadures del Con Sud, amb el nom d'Operació Còndor. Una trucada telefònica anònima alerta a dos periodistes brasilers, Luiz Cláudio Cunha i J.B. Scalco, de la revista Veja, els quals descobreixen ipso facto l'operació. En cobrir el cas, els reportatges mostren la indignació de l'opinió pública mundial i obliguen la dictadura uruguaiana a mantenir amb vida als dos activistes empresonats.
Dies després, els fills del matrimoni uruguaià van ser lliurats als avis materns. Lílian i Universindo, empresonats i torturats al Brasil i a l'Uruguai, van estar cinc anys a les presons militars de l'Uruguai. Amb la democratització uruguaiana el 1984, el matrimoni va ser alliberat i va confirmar els detalls del segrest.

## Conseqüències
El segrest dels uruguaians a Porto Alegre va ser l'únic fracàs de repercussió internacional de l'Operació Còndor, d'entre centenars d'accions clandestines de les forces de repressió de les dictadures del Con Sud d'Amèrica Llatina, responsables de milers de morts i desapareguts durant el període 1975-1985.
Un estudi sobre la repressió política a la regió fet pel periodista brasiler Nilson Mariano, fa una estimació sobre el nombre de morts i desapareguts en aquella dècada: 297 a l'Uruguai, 366 al Brasil, 2.000 al Paraguai, 3.196 a Xile i 30.000 a l'Argentina. Els volums dels "Arxius del Terror" - un conjunt de 60.000 documents que pesen quatre tones i tenen 593.000 pàgines microfilmades - descoberts per l'exprés polític paraguaià Martín Almada a la ciutat de Lambaré, al Paraguai, el 1992, són encara més expressius: en total, el resultat de l'Operació Còndor al Con Sud arribaria a 50.000 morts, 30.000 desapareguts i 400.000 empresonats.